# Stedden

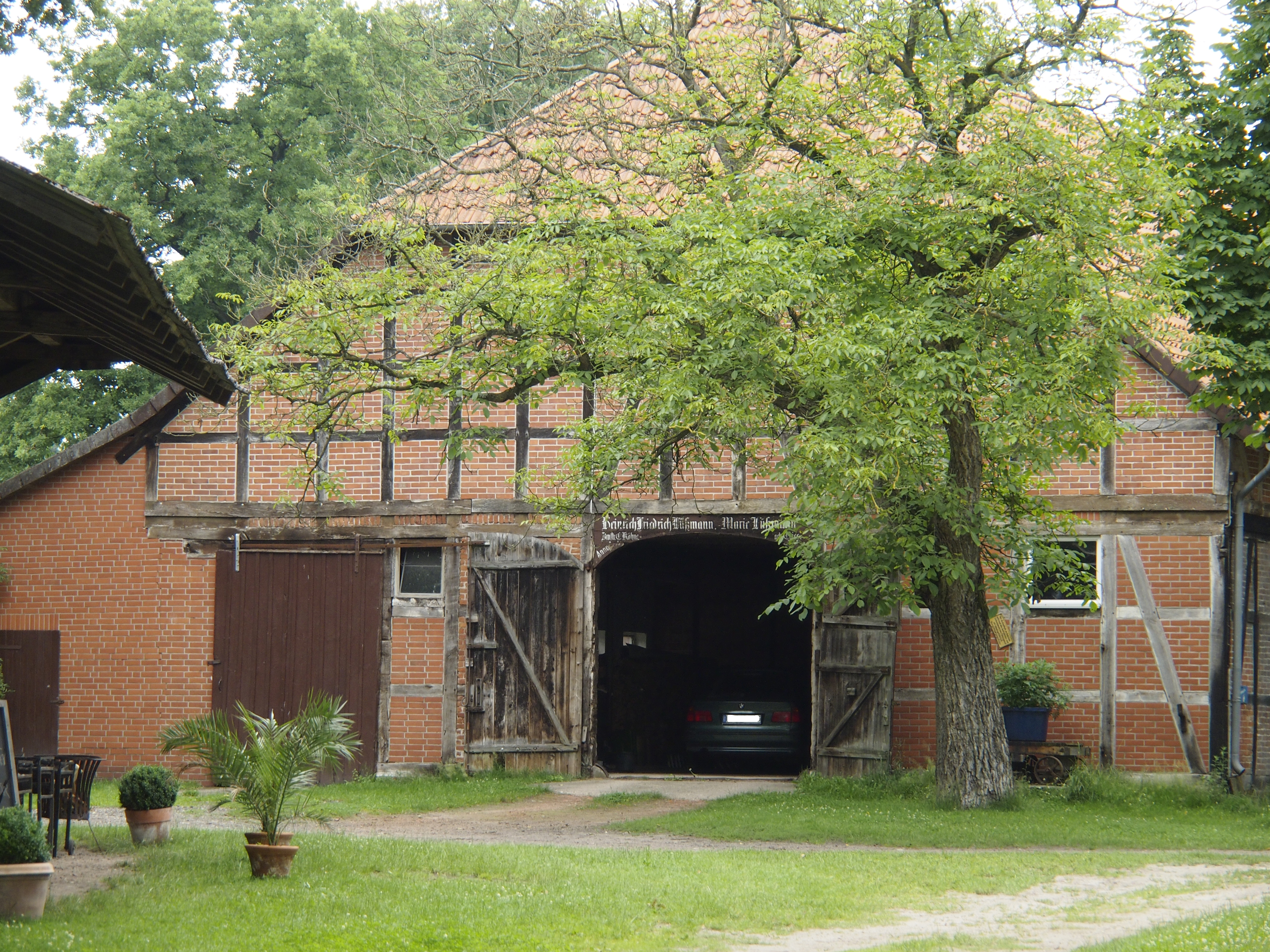
Fachwerk-Bauernhaus in Stedden

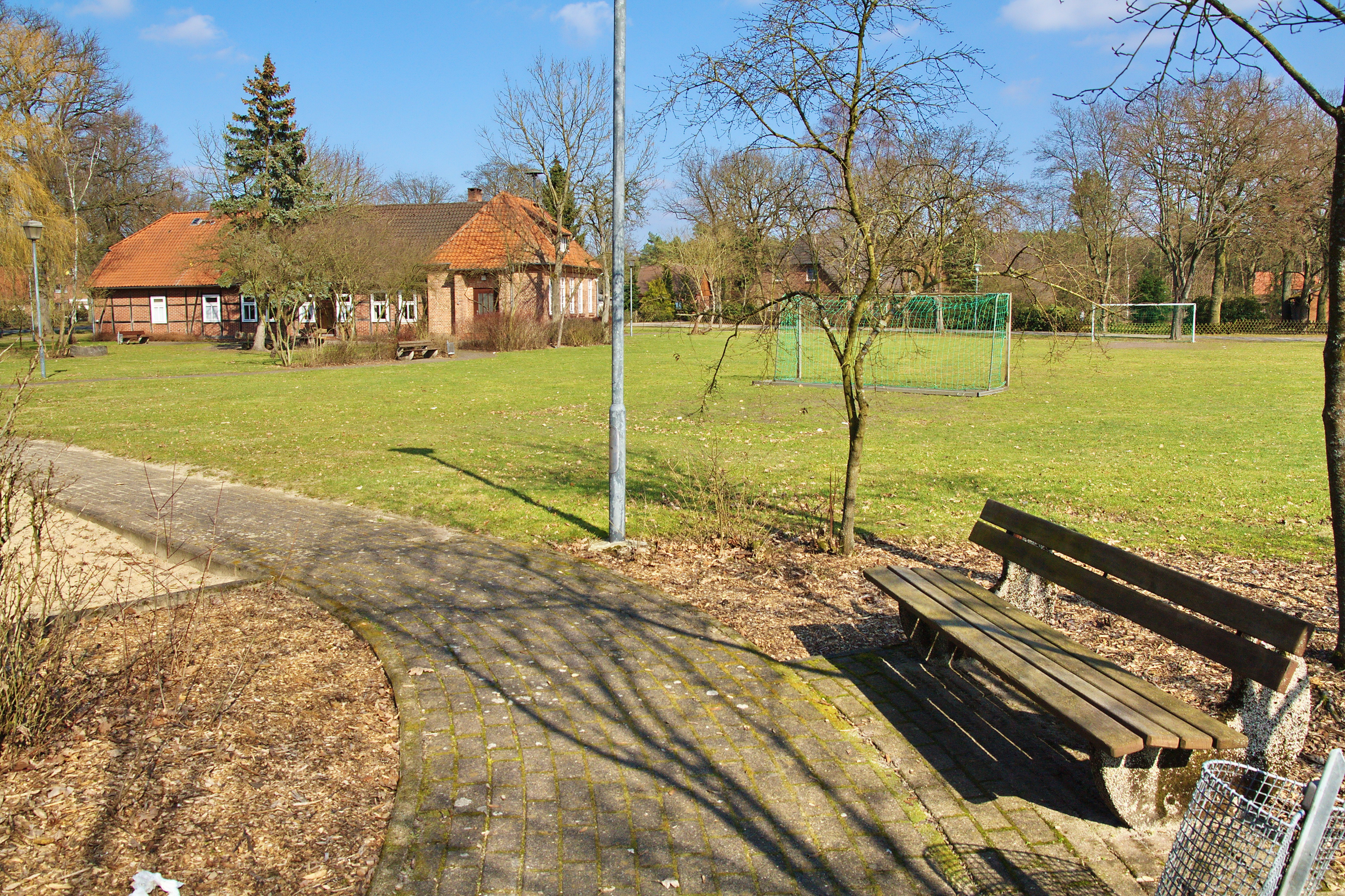
Dorfgemeinschaftshaus

Stedden ist ein Ortsteil der Gemeinde Winsen (Aller) im niedersächsischen Landkreis Celle. Die Einwohnerzahl der direkt an der Aller und nahe der Örtze gelegenen Ortschaft beträgt rund 300 Einwohner. 2010 feierte der Ort sein 775-jähriges Bestehen.

## Geschichte
Am 1. Februar 1971 wurde Stedden in die Gemeinde Winsen (Aller) eingegliedert.
1975 war Stedden Preisträger im Bundeswettbewerb Unser Dorf soll schöner werden.

## Politik

### Ortsrat
Die Ortschaft Stedden hat einen gemeinsamen Ortsrat mit dem Nachbarort Wolthausen, der sich aus sieben Mitgliedern zusammensetzt.
Bei der Kommunalwahl 2021 ergab sich folgende Sitzverteilung:
| Ortsrat 2021Insgesamt 7 Sitze - WfS: 2 - GfW/S: 2 - CDU: 3 |

### Ortsbürgermeister
Der Ortsbürgermeister ist Christian Peters (CDU).